# Departamento de Fray Mamerto Esquiú
Departamento de Fray Mamerto Esquiú är en kommun i Argentina.   Den ligger i provinsen Catamarca, i den norra delen av landet, 1 000 km nordväst om huvudstaden Buenos Aires. Antalet invånare är 10 658.
Omgivningarna runt Departamento de Fray Mamerto Esquiú är i huvudsak ett öppet busklandskap. Runt Departamento de Fray Mamerto Esquiú är det ganska tätbefolkat, med 52 invånare per kvadratkilometer.